# Agelasta albomarmorata
Agelasta albomarmorata es una especie de escarabajo longicornio de la subfamilia Lamiinae. Fue descrita científicamente por Breuning en 1947.
Se distribuye por Filipinas (isla Luzón). Posee una longitud corporal de 18,3 milímetros, también se han encontrado ejemplares un poco más grandes, algunos de 19 y 20 milímetros. Los élitros de esta especie tienden a ser pardos y blanquecinos, en algunas ocasiones amarillento con manchas o bandas transversales. Los tarsos son blancos y con abundante pelo.